# زياد الدربالي
زياد الدربالي (ولد في 11 أكتوبر 1984 في جلمة، تونس) لاعب كرة قدم دولي تونسي معتزل يجيد اللعب في مركز قلب الدفاع وبدرجة أقل الظهير الأيمن.